# 녹전초등학교 (경북)
녹전초등학교는 대한민국 경상북도 안동시 녹전면 신평리에 있는 공립 초등학교이다.

## 학교 연혁
- 1934년 12월 12일 녹전공립보통학교 개교
- 1938년 4월 1일 녹전공립심상소학교로 개칭[1]
- 1941년 4월 1일 녹전공립국민학교로 개칭[2]
- 1955년 4월 1일 갈현분교장 편입
- 1981년 3월 1일 병설유치원 개원
- 1993년 3월 1일 녹산국민학교,갈현분교장 통폐합
- 1994년 3월 1일 녹남국민학교 통폐합
- 1996년 3월 1일 녹전초등학교로 개칭[3]
- 1999년 9월 1일 원천분교장 편입
- 2024년 12월 29일 제88회 2명 졸업(졸업생 총 3,292명)
- 2025년 3월 1일 제39대 박재영 교장 부임

## 학교 상징
- 교화 - 장미 : 아름다운 색과 향기로 기쁨과 사랑을 주는 장미처럼 착한 마음과 고운 품성을 기르자.
- 교목 - 향나무 : 늘 푸른 모습으로 향료와 약재 등에도 쓰이는 향나무처럼 씩씩하고 봉사하는 사람이 되자.

## 참고 자료
- 녹전초등학교 - 한국교육학술정보원 학교알리미